# Кармеліна Санчес-Кутільяс
Кармеліна Санчес-Кутільяс і Мартінес-дель-Ромеро (Мадрид, 23 червня 1921 — Валенсія, 22 лютого 2009) — валенсійська історикиня і поетка.

## Біографія
Кармеліна Санчес-Кутільяс народилася в Мадриді в 1927 році, але точна дата невідома  хоча інші джерела, такі як Gran Enciclopèdia Catalana, вважають, що це було 1 січня.  Після короткого перебування в Барселоні її сім'я назавжди переїхала до міста Валенсія . Дитинство вона провела в Альтеї  під інтелектуальною опікою свого діда, альтейського історика  Франсеска Мартінеса і Мартінеса, який справив великий вплив на її майбутнє письменницьке життя та зацікавлення історією.  Ця обставина фактично впливає на її подальшу інтелектуальну діяльність. Вона вивчала філософію та красне письменництво в Університеті Валенсії, а згодом співпрацюла у газеті " Леванте", де опікувалася сторінками про культуру та дописувала на історичні та літературні теми, а також співпрацювала у валенсійському додатку до газети з Беатріу Чівера між 1954 і 1970 рр.  Не тільки журналістська діяльність була цариною її діяльності, Кармеліна Санчес-Кутільяс друкує різноманітні статті з середньовічної історії та літератури, як каталонською так і кастильською мовою, серед яких варто відзначити  Дон Жауме Завойовник в Аліканте (1957), Листи Пере Церемонного до Валенсійської Ради (1967) а також Жауме Гассуль, валенсійський поет-сатирик XV ст. (1971).  
Як письменниця, Кармеліна культивувала переважно поезію і є однією з постатей, що складають поетичне покоління п'ятдесятих років чи післявоєнного періоду, разом із Вальсом, Матильдою Льоріа , Марією Ібарс, Вісентом Андресом Естелєсом та Марією Бенейто та ін. Вона також є автором роману «Єство Бретані» (1976), твору, нагородженого премією Андроміна в 1975 році, який був захопливо зустрітий серед читацької публіки. Крім того, вона є автором двох оповідань: Блискавка i стріла згадок та До поважної та превелебної Сестри Франсіни з Бельпуч, черниці затворниці з монастиря Ла Пурітат, нашої люб'язної кузени. (1981), в яких Кармеліна використовує історіографічну містіфікацію, як транскриптор середньовічного тексту сестри Ізабель де Віллена.